# روبرتو أورتيز (ملاكم)
روبرتو أورتيز (بالإسبانية: Roberto Ortiz)‏ مواليد 8 ديسمبر 1985 في ولاية كواهويلا، المكسيك، هو ملاكم محترف مكسيكي يصنف ضمن فئة وزن الوسط.

## إحصائيات
خاض خلال مسيرته 35 نزالا، فاز في 33 وتعادل في 1 وخسر في 1. فاز بالضربة القاضية في 24 نزالا.

## روابط خارجية
- روبرتو أورتيز على موقع بوكس ريك (الإنجليزية) (registration required)